# Allmänflygplan
Allmänflygplan (på engelska General Aviation Aircraft) är civila flygplan inom så kallat allmänflyg och som därmed inte hör till den tyngre flygtrafiken inom charter eller linjetrafik. Exempel på allmänflygplan kan vara sportflygplan som Piper PA-28 eller Cessna 172 men också ultralätta flygplan så som Eurostar EV97 eller ultralätta av typen Trike.